# Ulrich Burmann
Ulrich Burmann (* 27. September 1887 in Kolberg; † 10. Oktober 1970 in Kronberg im Taunus) war ein deutscher Jurist und Politiker. Burmann war für die SPD von 1921 bis 1930 Mitglied des Provinziallandtages von Niederschlesien und 1926 bis 1929 Mitglied des Preußischen Staatsrates.

## Leben
Burmann besuchte zunächst eine Schule in Stettin und später das Realgymnasium in Kolberg. Er studierte Nationalökonomie und Rechtswissenschaften an den Universitäten in Heidelberg, München, Jena und Berlin. 1917 wurde er als Gerichtsassessor in den preußischen Justizdienst übernommen und noch im gleichen Jahr zum juristischen Hilfsarbeiter in Stettin sowie Magistratsassessor ernannt.
Von 1918 bis 1920 war Burmann Mitglied des Magistrats bzw. Stadtverordneter von Greifswald. In Folge der Novemberrevolution wurde in Greifswald am 10. November 1918 ein Arbeiter- und Soldatenrat gegründet, dessen Vorsitz Burmann als Mitglied der SPD übernahm. Gleichzeitig wurde ihm das Amt des Polizeidirektors der Stadt übertragen. Auf einer Demonstration in Greifswald am 11. November trat Burmann als Redner auf und verkündete die Absetzung des Landrates im Landkreis Greifswald Carl von Behr, dessen Amt er selbst kommissarisch übernahm. In einem Artikel in der Greifswalder Zeitung vom 7. Dezember erklärte Burmann, sich für eine Volkshochschule und ein Arbeiterheim einsetzen zu wollen und betonte Wir wollen den Staat und die Mittellinie aufrechterhalten. Im Dezember 1918 gehörte er zu den Delegierten des ersten Reichsrätekongresses in Berlin.
Ab 1920 bis 1929 war Burmann erster Bürgermeister in der niederschlesischen Stadt Bunzlau und als solcher Mitglied des Kreistages und Kreisausschusses sowie Kreisdeputierter. Von 1921 bis 1930 war er außerdem Mitglied des Provinziallandtages, des Provinzialausschusses und des Provinzialrates von Niederschlesien. Später gehörte er dem Gemeinsamen Provinzialausschusses von Schlesien und dem Wasserbeirat für die Provinz Niederschlesien an. Für kurze Zeit, von 1928 bis 1929, übernahm er kommissarisch das Amt des Landrates im Landkreis Bunzlau. Bereits im Februar 1926 wurde Burmann Mitglied des Preußischen Staatsrates, legte aber den Wahlauftrag am 24. Mai 1929 nieder. Die Nachfolge übernahm sein Stellvertreter und Parteigenosse Hugo Cohn.
1929 ließ er sich in Frankfurt am Main nieder. Burmann folgte einer Berufung zum Direktor der Gartenstadtgesellschaft. Bis 1932 war er auch Direktor der Aktienbaugesellschaft für kleine Wohnungen und beteiligte sich führend an Siedlungs- und Bauplänen. Er wurde ein enger Mitarbeiter des Frankfurter Baudezernenten Ernst May. 1933 wurde Burmann aus politischen Gründen entlassen. Er arbeitete als Rechtsanwalt vor Sondergerichten der Nationalsozialisten. Nach der Besetzung Frankfurt am Mains am Ende des Zweiten Weltkrieges beteiligte sich Burmann aktiv am Aufbau einer demokratischen Justiz in seiner Heimatstadt. Noch im April 1945 wurde er von den Alliierten Besatzungsmächten zum Präsidenten der Rechtsanwaltskammer bestellt und war gleichzeitig als Vertrauensmann des Frankfurter Bürgermeisters bei der Justiz tätig. Er arbeitete bis zu seiner Pensionierung als Rechtsanwalt und Notar. Ulrich Burmann starb am 10. Oktober 1970, im Alter von 83 Jahren, in Kronberg im Taunus unweit von Frankfurt am Main.